# Bukovany u Olomouce

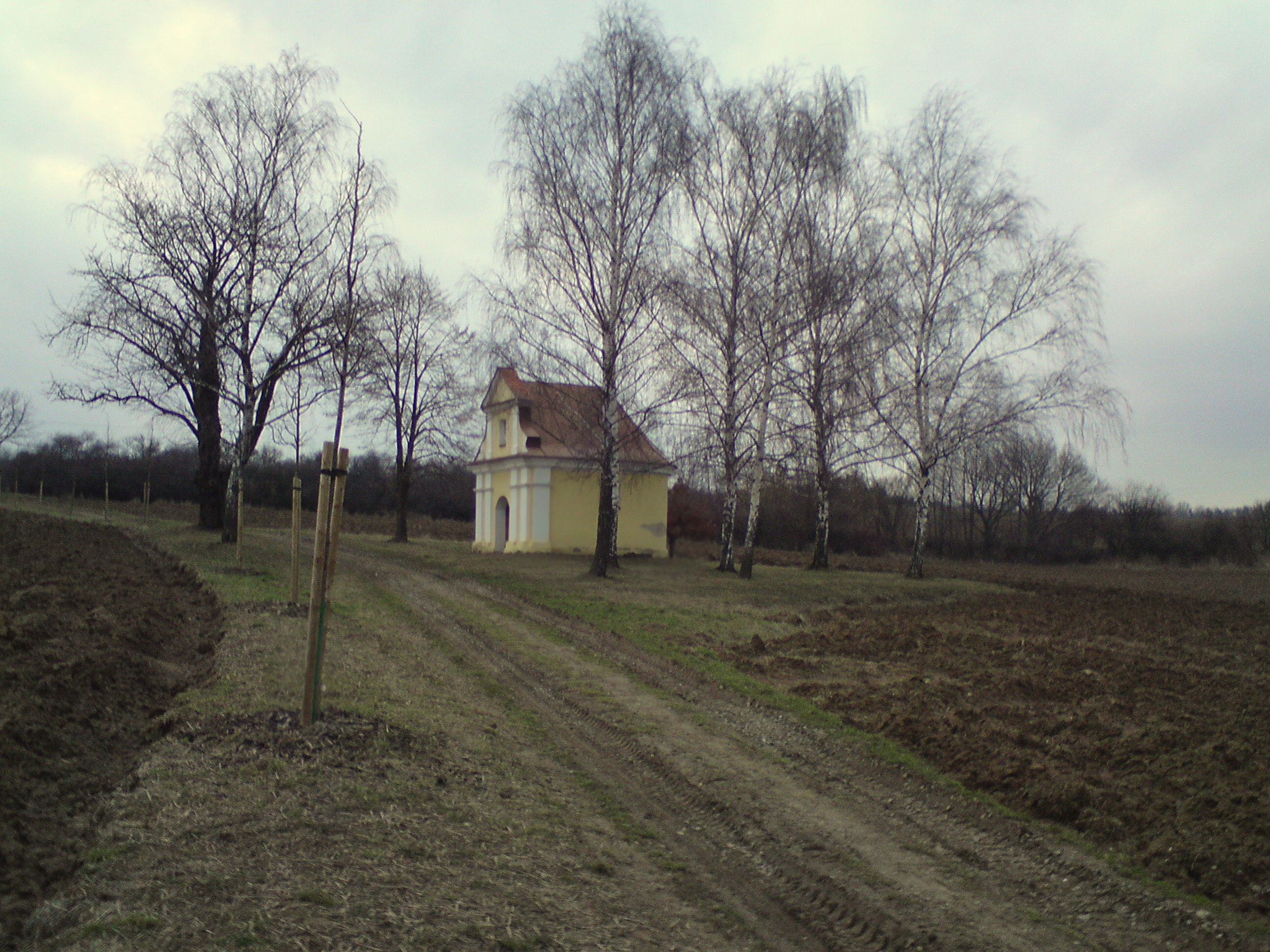
Feldkapelle des hl. Donatius

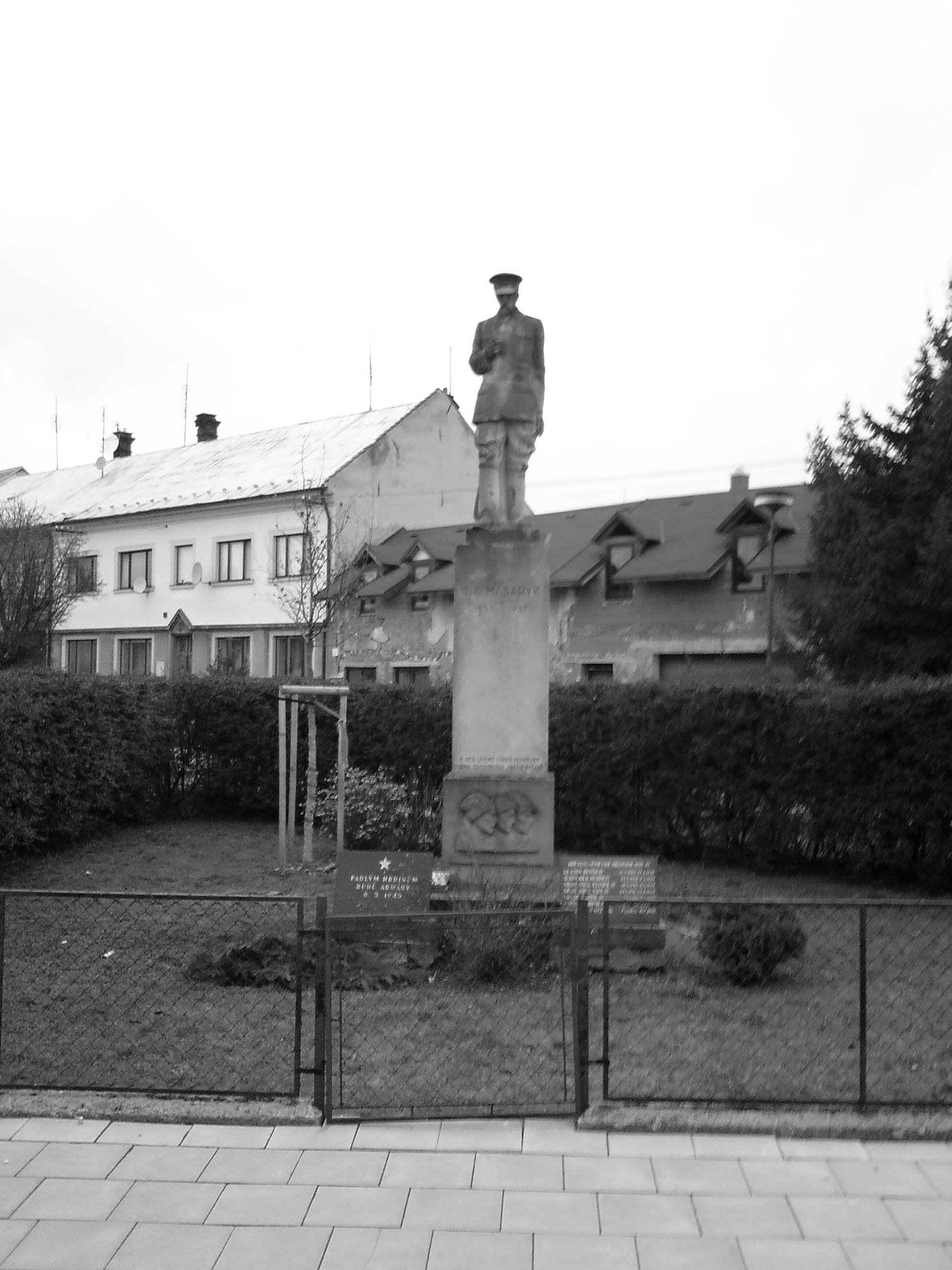
T.G. Masaryk-Denkmal

Bukovany (deutsch Bukowan) ist eine Gemeinde in Tschechien. Sie liegt sechs Kilometer östlich von Olomouc und gehört zum Okres Olomouc.

## Geographie
Bukovany befindet sich westlich der Oderberge im Quellgebiet des Baches Bukovanský potok in der Obermährischen Senke (Hornomoravský úval). Gegen Osten liegt das Tal des Lošovský potok mit einem Stauweiher. Nördlich erhebt sich der Svatý kopeček (Heiligenberg, 412 m) und im Nordosten der V panenském (396 m). 
Nachbarorte sind Samotišky und Svatý Kopeček im Norden, Lošov und Hlubočky im Nordosten, Mariánské Údolí, Kovákov und Mrsklesy im Osten, Velká Bystřice im Südosten, Bystrovany im Südwesten, Bělidla, Pavlovičky und Chválkovice im Westen sowie Týneček und Droždín im Nordwesten.

## Geschichte
Die erste urkundliche Erwähnung von Bucouaz erfolgte 1131, als der Olmützer Bischof Heinrich Zdik das Dorf anlässlich der Weihe der neuen St.-Wenzels-Kirche in Olmütz der Kirche schenkte. Zu Beginn des 13. Jahrhunderts gehörte ein Teil des Dorfes zur königlichen Burg Olmütz, wobei die Einnahmen dem Unterhalt der königlichen Jäger dienten. Ab 1213 wurde der Ort als Bukowan bzw. Bukouane, 1275 als Bokwan bezeichnet. 1223 erhielt der landesherrliche Anteil von Bukowan eine Befreiung von den Landesabgaben. Markgraf Přemysl von Mähren schenkte im Jahre 1239 diesen Anteil an Viktorin von Bludov. Später erwarb das Bistum Olmütz auch diesen Anteil. Weitere Namensformen waren Bukovany (ab 1518), Bokovany (1522) und Bukowanium (ab 1691). Die Bewohner des Ortes waren zu Frondiensten auf dem Hof Chválkovice verpflichtet. Zu den Dienstbarkeiten der Halbhüfner und Chalupner gehörte der Einschlag von sechs Klaftern Holz im Bělkovicer Forst, wobei den Halbhüfnern auch dessen Abfuhr zur bischöflichen Residenz oblag. Außerdem waren sie gegenüber dem Dekanat Velká Bystřice zehntpflichtig. Die Matriken werden seit 1651 in Velká Bystřice geführt. Das älteste Ortssiegel stammt von 1694 und zeigte einen Weidenbaum. Zum Ende des 18. Jahrhunderts wurde dem Dorf der jährliche Ausschank von anderthalb Eimern herrschaftlichen Branntweines gestattet. Außerdem ist aus dieser Zeit auch die Zahlung einer jährlichen Tanzsteuer von fünfeinhalb Gulden überliefert. Bis zur Mitte des 19. Jahrhunderts blieb das Dorf immer dem Bistum Olmütz untertänig.
Nach der Aufhebung der Patrimonialherrschaften bildete Bukovany / Bukowan ab 1850 eine Gemeinde in der Bezirkshauptmannschaft Olmütz. Ab 1921 gehörte die Gemeinde zum Okres Olomouc-venkov. 1950 kam Bukovany zum Okres Olomouc-okolí und seit dessen Aufhebung im Jahre 1961 gehört der Ort zum Okres Olomouc. Im Jahre 1976 wurde Bukovany nach Velká Bystřice eingemeindet. 1990 löste sich Bukovany wieder los und bildete eine eigene Gemeinde. Bukovany führt seit 1998 ein Wappen und Banner.
Der Ort hat seine ursprüngliche Gestalt als ein slawischer Rundling gewahrt. Sämtliche späteren Erweiterungen erfolgten nach Nordosten hin, so dass das Auge des Dorfkernes heute noch deutlich erkennbar ist.

## Gemeindegliederung
Für die Gemeinde Bukovany sind keine Ortsteile ausgewiesen.

## Sehenswürdigkeiten
- Barocke Feldkapelle des hl. Donatius aus dem Jahre 1774, nördlich des Dorfes am Weg nach Svatý Kopeček[4]
- Kirche des hl. Antonius von Padua, sie wurde 1992 innerhalb von vier Monaten erbaut und durch Bischof Jan Graubner geweiht.[5]
- Denkmal für T.G. Masaryk auf dem Dorfanger